# Babín
Babín es un municipio del distrito de Námestovo en la región de Žilina, Eslovaquia, con una población estimada a final del año 2024 de 1453 habitantes.
Se encuentra ubicado al norte de la región, cerca del curso alto del río Váh (cuenca hidrográfica del Danubio), de los montes Tatras y de la frontera con Polonia.

## Demografía
| Año        | 1994 | 2004    | 2014    | 2024    |
| ---------- | ---- | ------- | ------- | ------- |
| Población  | 1324 | 1413    | 1417    | 1453    |
| Diferencia |      | +6,72 % | +0,28 % | +2,54 % |

| Año        | 2023 | 2024    |
| ---------- | ---- | ------- |
| Población  | 1444 | 1453    |
| Diferencia |      | +0,62 % |